# Henriette Petit
Henriette Petit, ou Henriette Petit y Vargas Rosas, née Ana Enriqueta Petit Marfan le 3 mars 1894 à Santiago du Chili et morte le 9 décembre 1983  dans la même ville, est une peintre chilienne, fondatrice du grupo Montparnasse.

## Biographie
Elle est l'élève du peintre chilien Juan Francisco González (1897-1977), qu'elle rencontre grâce à son amie la peintre Marta Villanueva (1900-1995). 

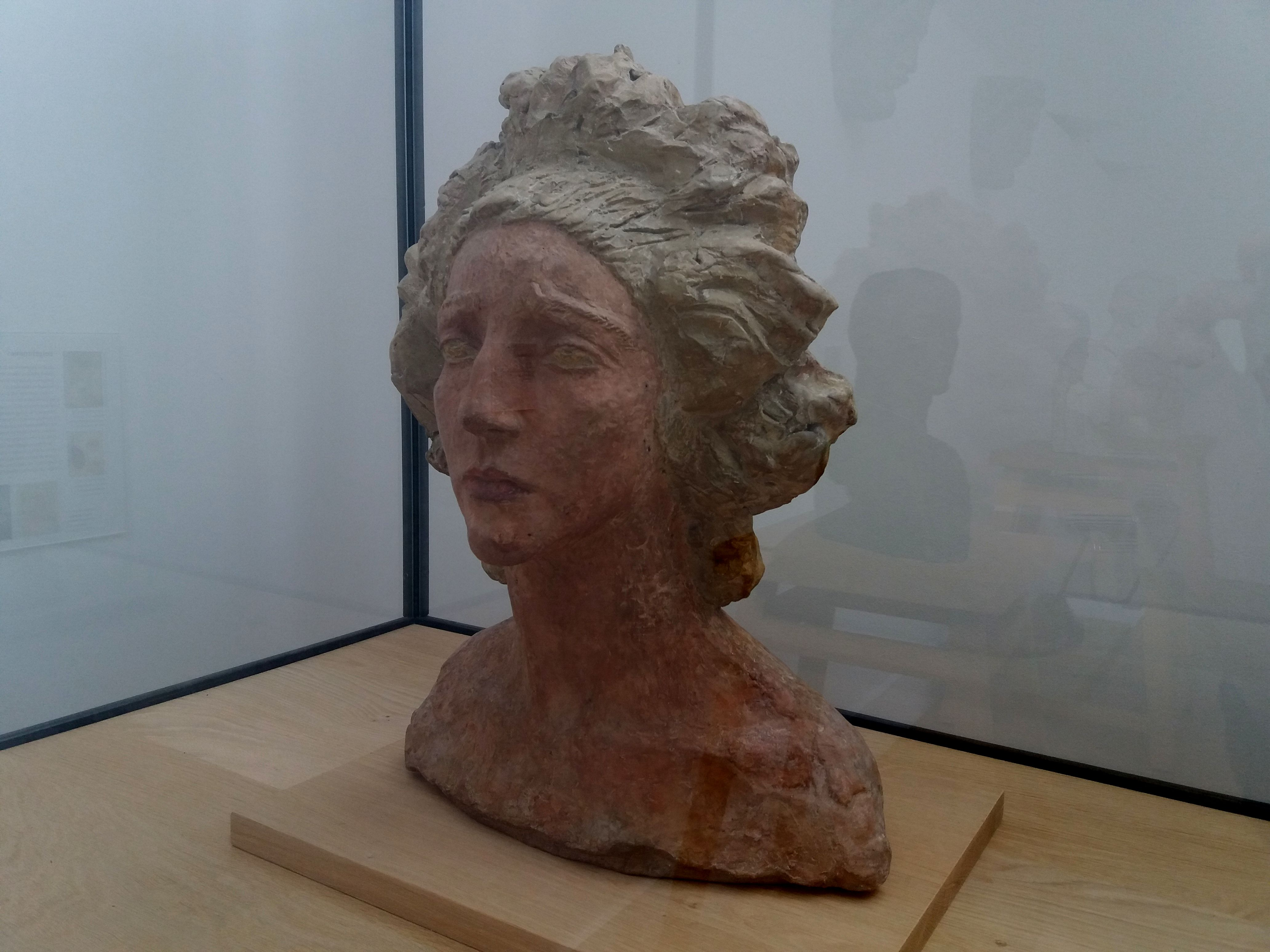
Antoine Bourdelle, "La Chilienne" (modèle Henriette Petit), 1921, plâtre coloré, 46 x 35 x 27 cm, MB pl. 4486, Paris, musée Bourdelle, legs Rhodia Dufet-Bourdelle, 2002

Elle séjourne entre 1920 et 1921 en Europe et commence à prendre des cours de peinture auprès de Lucien Simon à l'Académie de la Grande Chaumière en 1920 et y fait la connaissance du peintre chilien Luis Vargas Rosas (1897-1977), qui devient son mari en 1927, ainsi que celle du sculpteur Antoine Bourdelle, qui réalise en 1921 son portrait intitulé "La Chilienne", en différentes versions conservées au musée Bourdelle à Paris.   
Elle rencontre des artistes chiliens de Montparnasse comme José Perotti, Camilo Mori, Julio et Manuel Ortiz de Zarate. Henriette Petit fait partie des avant-gardes et fréquente Juan Gris, Pablo Picasso et André Derain, Alexandre Calder et Le Corbusier.  
Elle retourne au Chili en 1920 où elle participe avec Luis Vargas Rosas et d'autres artistes de Santiago à la création du Groupo Montparnasse en 1923 et prend part à la première exposition du groupe la même année à Casa Rivas y Calvo, Santiago, Chile.
Henriette Petit revient à Paris en 1926 et y reste jusqu'en 1941, retournant alors définitivement au Chili. Elle ne retourne en France qu'en 1963 pour un court séjour et sa production artistique diminue.  

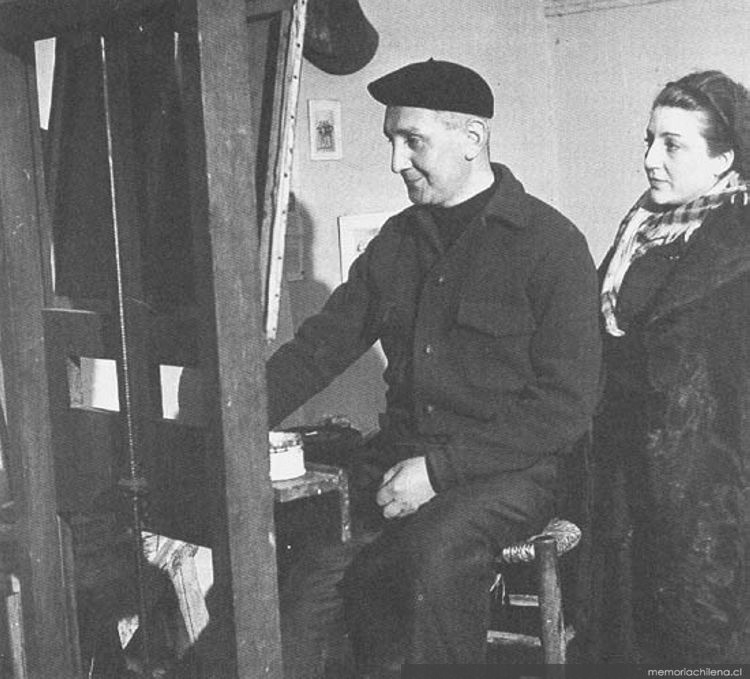
Henriette Petit avec son mari, Luis Vargas Rosas (Paris - 1927).

Plusieurs lettres échangées de 1922 à 1925, entre Antoine Bourdelle et Henriette Petit, sont conservées au musée Bourdelle à Paris. 

## Œuvres
Ses œuvres sont conservées notamment au Museo Nacional de Bellas Artes (Santiago Chile) et dans la Coleccion Philips (Santiago, Chile). En 1996-1997, une grande rétrospective de son travail est organisée au Chili (Reactivando la Memoria: Henriette Petit (1894-1983), Museo Nacional de Bellas Artes, Santiago, Chile).